# Roxita adspersella
Roxita adspersella là một loài bướm đêm trong họ Crambidae.